# Championnat d'Écosse de football 1906-1907
Navigation
Édition précédente Édition suivante
La 17e édition du championnat d'Écosse de football est remportée par le Celtic FC. C’est le septième titre de champion du club de Glasgow, le troisième consécutif. Il gagne avec sept points d’avance sur Dundee FC. Les Rangers FC complètent le podium.
Le Celtic réalise le doublé Coupe/Championnat en battant en finale de la Coupe d'Écosse de football Heart of Midlothian par 3 buts à 0.
À la fin de la 16e saison, aucun club n’est relégué. Deux équipes sont promues en première division ce qui porte le championnat à 18 équipes. Clyde FC et Hamilton Academical font leur apparition dans l’élite écossaise.
Avec 29 buts marqués, Jimmy Quinn du Celtic FC remporte le titre de meilleur buteur du championnat. C’est son troisième consécutif.

## Les clubs de l'édition 1906-1907
| Club                                | Ville      |
| ----------------------------------- | ---------- |
| Aberdeen Football Club              | Aberdeen   |
| Airdrieonians Football Club         | Airdrie    |
| Celtic Football Club                | Glasgow    |
| Clyde Football Club                 | Glasgow    |
| Dundee Football Club                | Dundee     |
| Falkirk Football Club               | Falkirk    |
| Greenock Morton Football Club       | Greenock   |
| Hamilton Academical Football Club   | Hamilton   |
| Heart of Midlothian Football Club   | Édimbourg  |
| Hibernian Football Club             | Leith      |
| Kilmarnock Football Club            | Kilmarnock |
| Motherwell Football Club            | Motherwell |
| Partick Thistle Football Club       | Glasgow    |
| Port Glasgow Athletic Football Club | Glasgow    |
| Queen's Park Football Club          | Glasgow    |
| Rangers Football Club               | Glasgow    |
| Saint Mirren Football Club          | Paisley    |
| Third Lanark Athletic Club          | Glasgow    |

## Compétition

### Classement
Le classement est établi sur le barème de points classique (victoire à 2 points, match nul à 1, défaite à 0).
| Rang | Équipe                | Pts | J  | G  | N  | P  | Bp | Bc | Diff |
| ---- | --------------------- | --- | -- | -- | -- | -- | -- | -- | ---- |
| 1    | Celtic FC             | 55  | 34 | 23 | 9  | 2  | 80 | 30 | +50  |
| 2    | Dundee FC             | 48  | 34 | 18 | 12 | 4  | 53 | 26 | +27  |
| 3    | Rangers FC            | 45  | 34 | 19 | 7  | 8  | 69 | 33 | +36  |
| 4    | Airdrieonians         | 45  | 34 | 19 | 7  | 8  | 69 | 33 | +36  |
| 5    | Falkirk FC            | 41  | 34 | 17 | 7  | 10 | 73 | 58 | +15  |
| 6    | Third Lanark AC       | 39  | 34 | 15 | 9  | 10 | 57 | 48 | +9   |
| 7    | Saint Mirren          | 37  | 34 | 12 | 13 | 9  | 50 | 44 | +6   |
| 8    | Clyde FC              | 36  | 34 | 15 | 6  | 13 | 47 | 52 | -5   |
| 9    | Heart of Midlothian   | 35  | 34 | 11 | 13 | 10 | 46 | 43 | +3   |
| 10   | Motherwell FC         | 33  | 34 | 12 | 9  | 13 | 45 | 48 | -3   |
| 11   | Hibernian FC          | 30  | 34 | 10 | 10 | 14 | 40 | 49 | -9   |
| 12   | Aberdeen FC           | 30  | 34 | 10 | 10 | 14 | 48 | 55 | -7   |
| 13   | Greenock Morton       | 28  | 34 | 11 | 6  | 17 | 41 | 50 | -9   |
| 14   | Partick Thistle FC    | 26  | 34 | 9  | 8  | 17 | 40 | 60 | -20  |
| 15   | Queen's Park FC       | 24  | 34 | 9  | 6  | 19 | 51 | 66 | -15  |
| 16   | Port Glasgow Athletic | 21  | 34 | 7  | 7  | 20 | 30 | 67 | -37  |
| 17   | Kilmarnock FC         | 21  | 34 | 8  | 5  | 21 | 40 | 72 | -32  |
| 18   | Hamilton Academical   | 21  | 34 | 8  | 5  | 21 | 40 | 64 | -24  |

|  | Champion d'Écosse |
|  | Relégation        |

## Bilan de la saison
| Tableau d'Honneur                |           |
| Compétition                      | Vainqueur |
| Championnat d'Écosse de football | Celtic FC |
| Coupe d'Écosse de football       | Celtic FC |

| Promotions et relégations |       |
| Promus                    | Aucun |
| Relégués                  | Aucun |

## Statistiques

### Meilleur buteur
- Jimmy Quinn, Celtic FC, 29 buts